# Język wu
Język wu (chiń. 吳語; pinyin wú yǔ; wymowa wu: wu nyu) – jeden z głównych języków chińskich używanych powszechnie w Chinach. Jest używany w regionie Wu (od którego pochodzi nazwa), w prowincjach Zhejiang, Jiangsu, Anhui, Jiangxi i Fujian. Główne dialekty wu to dialekty Hangzhou, Wenzhou, Suzhou, Shaoxing, Yongkang oraz Szanghaju (nazwy dialektów pochodzą od głównych miast poszczególnych regionów). Jest drugim (po języku mandaryńskim) co do liczby mówiących językiem używanym w Chinach. Łącznie mówi nim 95 milionów osób.
Użytkownicy języka wu twierdzą, że wyróżnia się on od innych języków chińskich swoją miękkością oraz płynnością (w przeciwieństwie do mandaryńskiego), chociaż wymowa różni się znacznie w zależności od dialektu – na przykład w Szanghaju mówi się bardziej twardo, a w Ningbo – bardziej miękko.

## Historia
Początki języka wu datuje się na 1500 p.n.e. Okres jego rozkwitu przypada na epokę Trzech Królestw, i z tamtego okresu pochodzą też pierwsze zapiski w tym języku. Dzisiejszą formę wu wykształcił z języka chińskiego używanego podczas panowania dynastii Tang, dzięki czemu do dziś posiada wiele archaicznych cech, które w dzisiejszym mandaryńskim już zanikły.
Dzisiaj, mimo że osób mówiących tym językiem przybywa, wu pełni w wyżej wymienionych prowincjach tylko rolę języka potocznego, używanego w domu, ponieważ w szkołach i innych ważnych instytucjach w Chinach (niezależnie od tego, jakim językiem mówi tutejsza ludność) mówi się tzw. językiem oficjalnym – standardowym mandaryńskim (putonghua). I mimo że język ten da się zapisać pismem chińskim, to dziś mało kto go zapisuje i występuje on tylko w mowie.

## Gramatyka
W języku wu częściej niż w mandaryńskim i innych językach chińskich spotykane są tzw. zdania tematyczne, z dopełnieniem wysuniętym na początek zdania (szyk OSV, Dopełnienie+Podmiot+Orzeczenie), np. 箇只电影我看过哉 (dialekt Shaoxing) – dosł. „ten film ja oglądałem”. W języku wu występuje bardzo dużo zaimków określających i wskazujących. System sandhi tonowego w wielosylabowych wyrazach i wyrażeniach idiomatycznych jest najbardziej złożony spośród języków chińskich. W pewnych przypadkach dopełnienie bliższe i dalsze odróżniane są poprzez opozycję dźwięczność/bezdźwięczność.

## Przykład tekstu w języku wu
Pismo chińskie: 阿拉现在主要个问题就是哪能去解决搿只拼音个事体。
Transliteracja: Ala yeezei tsuiauge vendii zieu zi naanen chii ciaacue getsa phinin ge zithii.
Tłumaczenie: Teraz naszą kluczową sprawą jest kwestia tego, jak rozwiązać problem romanizacji.